# Kanjizai-ji

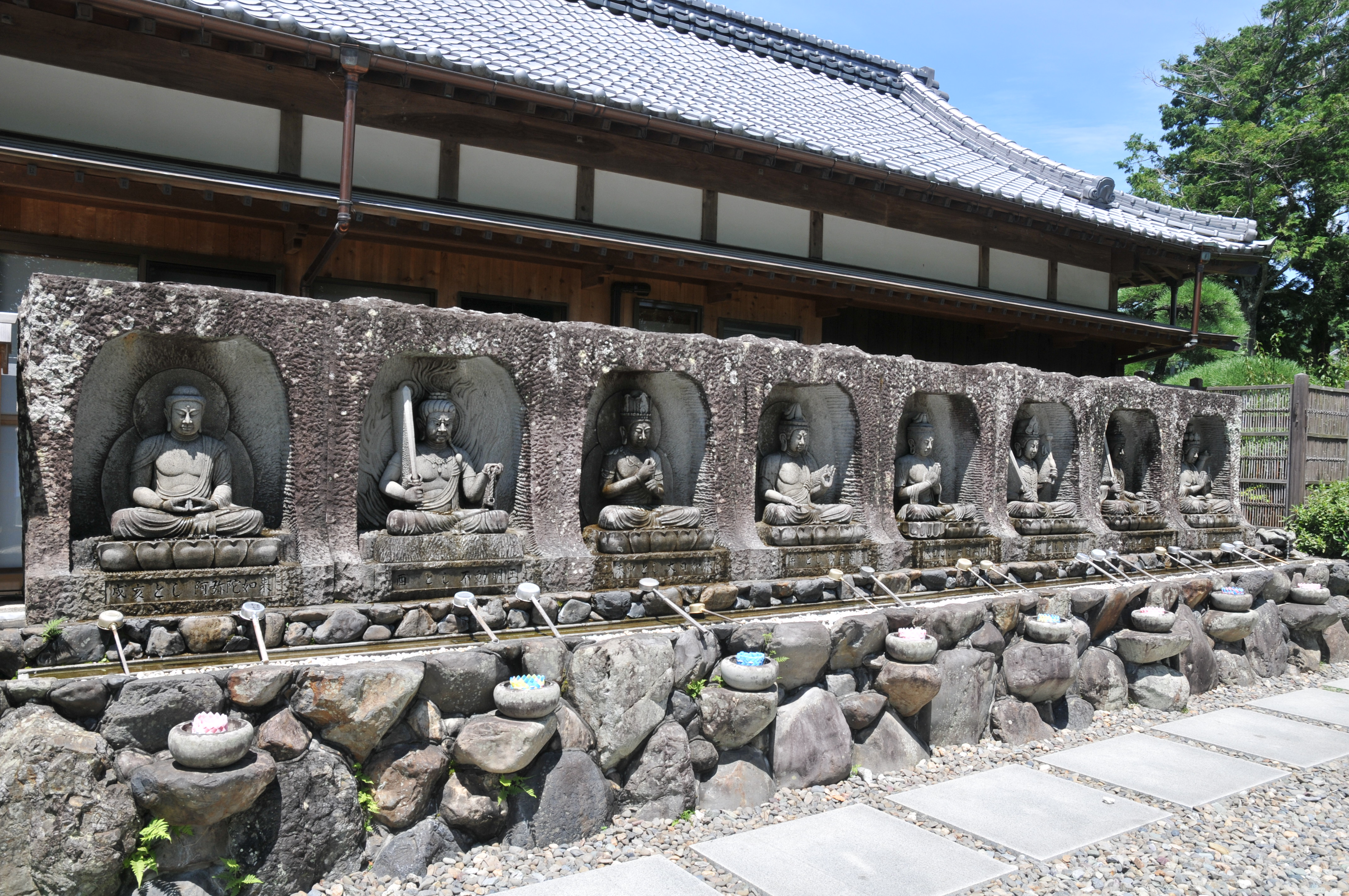
Mamorihonzon huit corps du zodiaque Bouddha

Le Kanjizai-ji (観自在寺) est un temple bouddhiste Shingon à Ainan (愛南町) dans le district de Minamiuwa au Japon. C'est le 40e des 88 temples du pèlerinage de Shikoku.
Ji (寺) signifie « temple » en japonais. Kanjizai (観自在) est le nom d'Avalokitesvara (観音, Kannon) qui est employé dans le sūtra du cœur (般若心経, Hannya-Shingyo).
L'histoire du temple remonterait à l'an 807 lorsque Kūkai visite la ville et crée trois statues vénérables (尊像, sonzou) en l'honneur de l'empereur Heizei. À l'époque, il fait le honzon de Yakushi Nyorai (本尊薬師如来), le Wakihutsu Amida-Nyorai (脇仏阿弥陀如来) et le Jūichimen Kanzenon (十一面観世音). Ces statues sont très précieuses à tous les Japonais, des gens du peuple aux empereurs. L'empereur Heizei et l'empereur Saga se rendent au temple tous les ans, raison pour laquelle la zone autour du temple s'est appelée Hirajo (平城) dont le caractère signifie Heizei (平城).
Il y a quelques événements chaque mois et parfois il y a des stands dans la rue. Le petit festival est appelé O-daishi-sama (御大師様) et se tient à peu près tous les deux mois afin de célébrer le lien avec Kūkai.
Le Kanjizai-ji présente des caractéristiques spéciales. Ce temple possède un des Nanyo des Sept Divinités du Bonheur (南予七福神, Nanyo-ShichiFukujin) à Houshūden-Hakkakudou (宝聚殿八角堂). Nanyo (南予) signifie la partie sud d'Ehime.
Benzaiten (弁財天) est la divinité de ce temple. C'est une divinité des trésors et des arts, elle prévient les catastrophes naturelles et apporte de riches moissons. Elle facilite aussi la réussite dans les études.
Le Kanjizai-ji possède également des statues des douze signes du Zodiaque (干支, Eto), qui sont appelés Hattaihutsu-Jūnishi-Honzon (八体仏十二支本尊). Les visiteurs arrosent les statues de leurs signes personnels et prient en sa faveur.